# 반에쓰사이선
반에쓰사이선(일본어: 磐越西線)은 일본 후쿠시마현 고리야마시의 고리야마역부터 아이즈와카마쓰역을 경유해서 니가타현 니가타시 아키하구의 니쓰역까지를 잇는 동일본 여객철도의 간선 철도 노선이다.

## 노선 정보
- 관할 (사업 종별) : 동일본 여객철도 (제 1 종 철도사업자) · 일본화물철도 (제 2 종 철도사업자)
- 구간 (영업 거리) : 고리야마 역 - 니쓰 역 간 175.6km
- 역 수 : 42 (기종점역 · 임시역 포함. 그 외에 신호장 2개소)
  - 반에쓰사이 선 소속 역으로 한정된 경우, 기종점역(고리야마 역은 도호쿠 본선, 니쓰 역은 신에쓰 본선의 소속)이 제외되어, 40역이 된다.
- 궤간 : 1067mm
- 전철화 구간 : 고리야마 역 - 기타카타 역 간 81.2km (교류 20,000V · 50Hz)
- 복선화 구간 : 없음 (전 구간 단선)
- 폐색 방식 : 단선 자동 폐색식(고리야마 역 - 기타카타 역 간), 특수 자동 폐색식(궤도 회로 검지식) (기타카타 역 - 니쓰 역 간)
- 최고 속도 : 95km/h
- 운전 지령소 :
  - 고리야마 역 - 기타카타 역 간 : 센다이 종합 지령실
  - 기타카타 역 - 니쓰 역 간 : 아키타 종합 지령실

고리야마 역 - 기타카타 역 간은 동일본 여객철도 센다이 지사, 야마토 역 - 니쓰 역 간은 동일본 여객철도 니가타 지사의 관할이다.

## 차량
- 719계 전동차(고리야마 ~ 기타카타 구간)
- 485계 전동차(고리야마 ~ 기타카타 구간, 임시열차에 사용됨)
- 583계 전동차(고리야마 ~ 기타카타 구간, 임시열차에 사용됨)
- 키하47형 동차(아이즈와카마쓰 ~ 니이쓰 구간)
- 키하110계 동차(아이즈와카마쓰 ~ 니이쓰 구간)
- 키하E120형 동차(아이즈와카마쓰 ~ 니이쓰 구간)
- 아이즈 철도 AT-700형・AT-750형 동차(아이즈와카마쓰 ~ 기타카타)
- C57형 증기기관차 180호기(SL 반에쓰 이야기 임시열차)

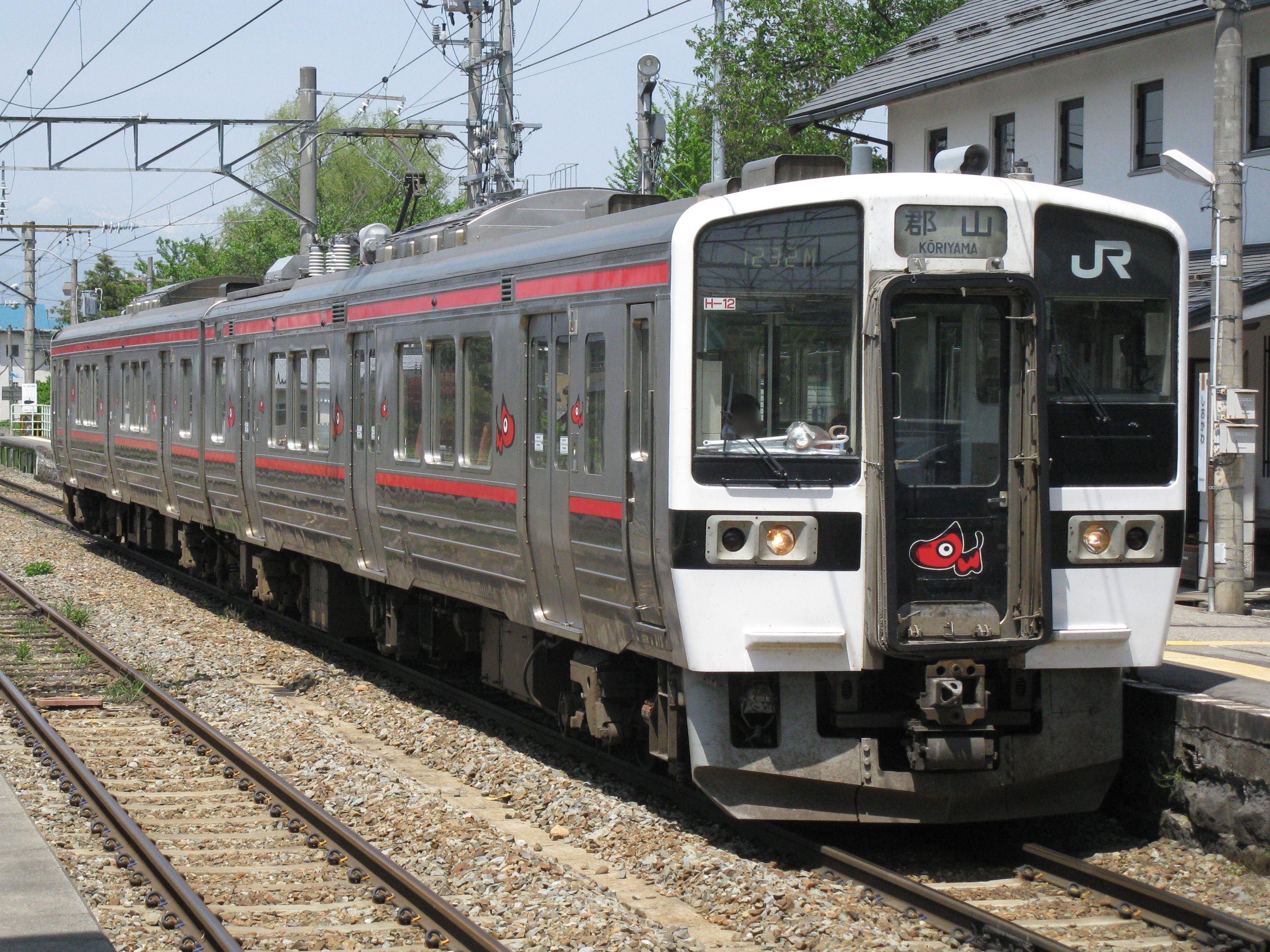
719계 전동차(2011년 5월 5일)
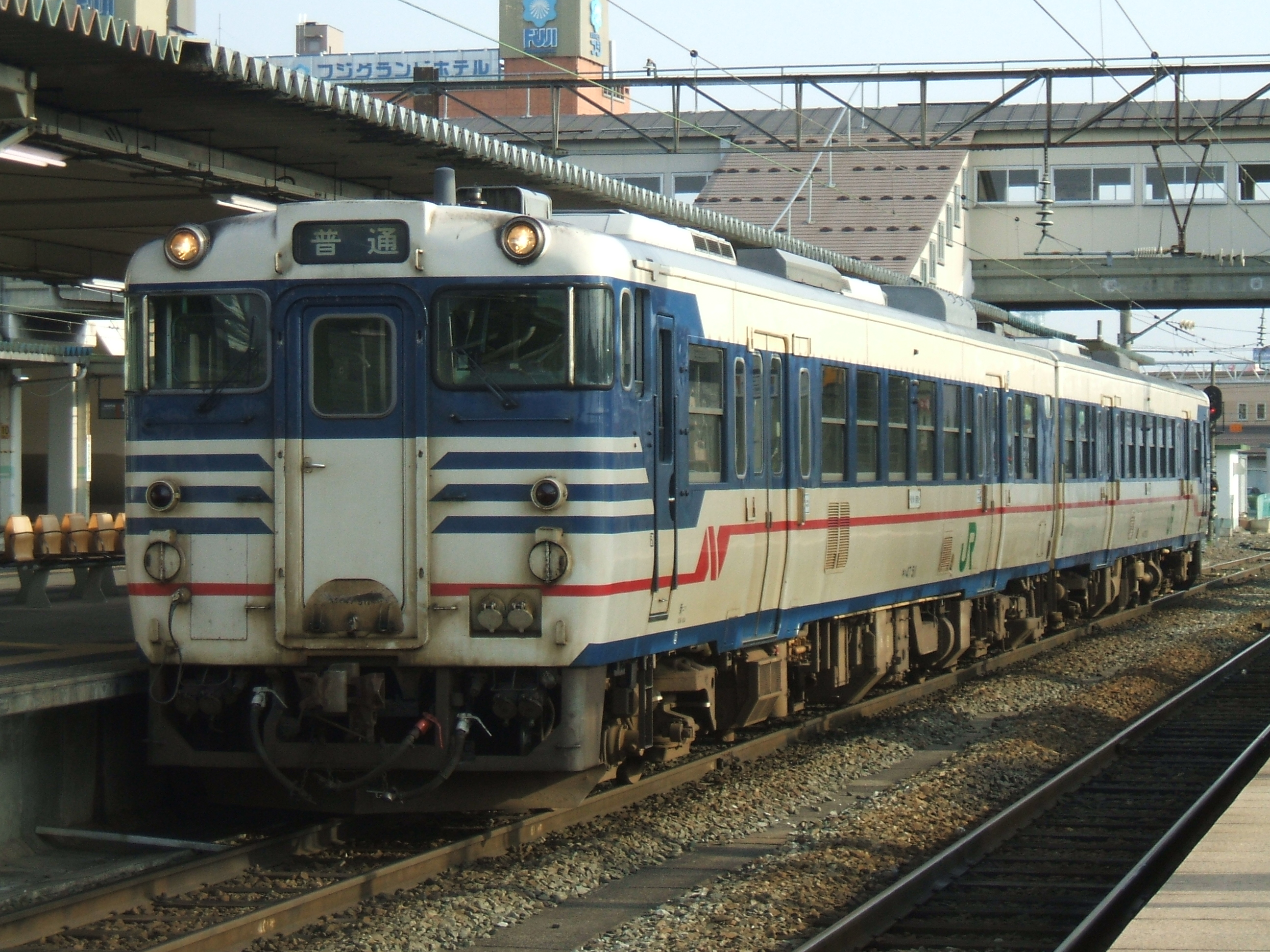
키하47형 동차(2010년 5월 5일)
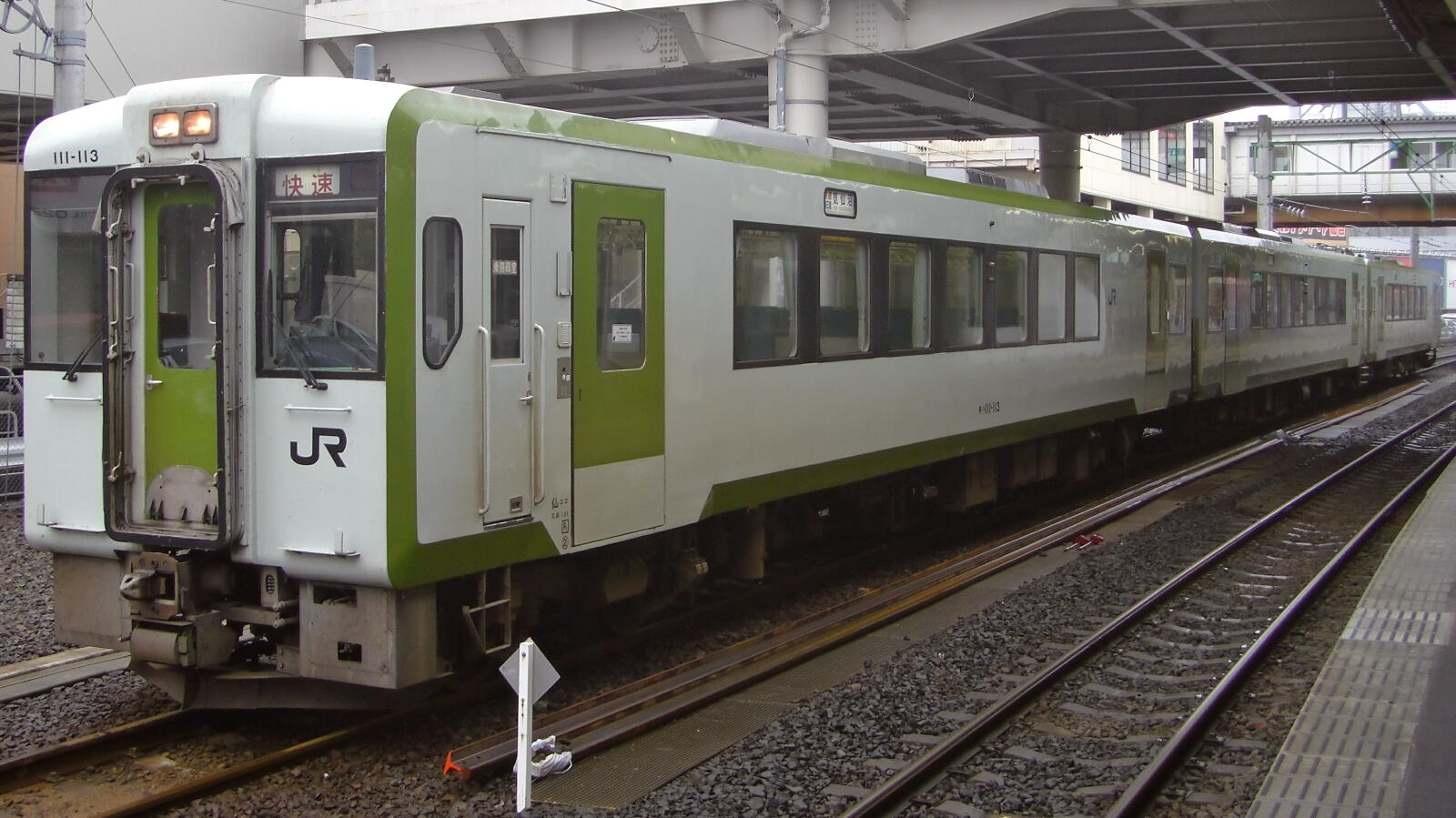
키하110계 동차(2008년 7월 26일)
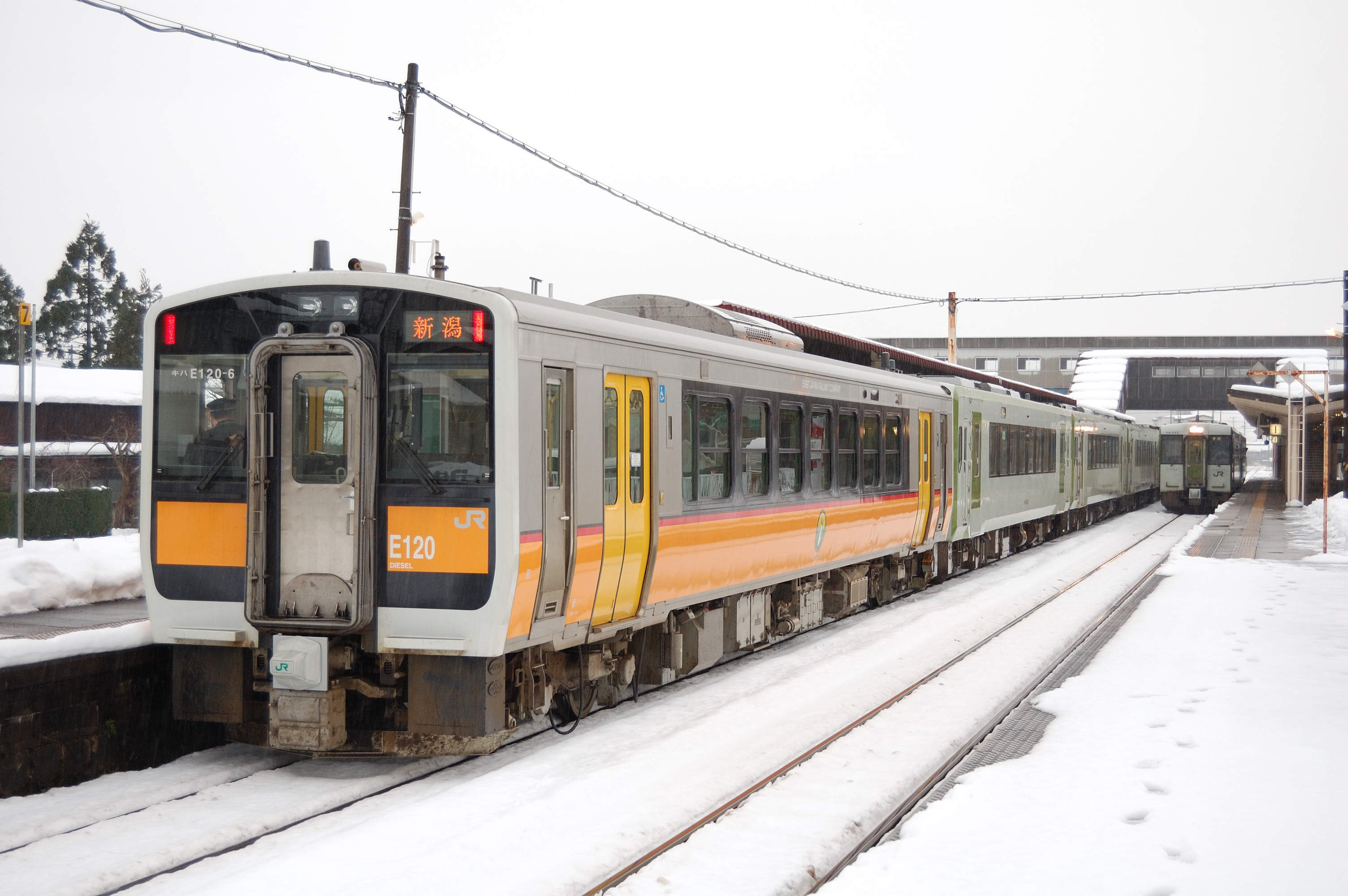
키하E120형(2009년 12월 23일)
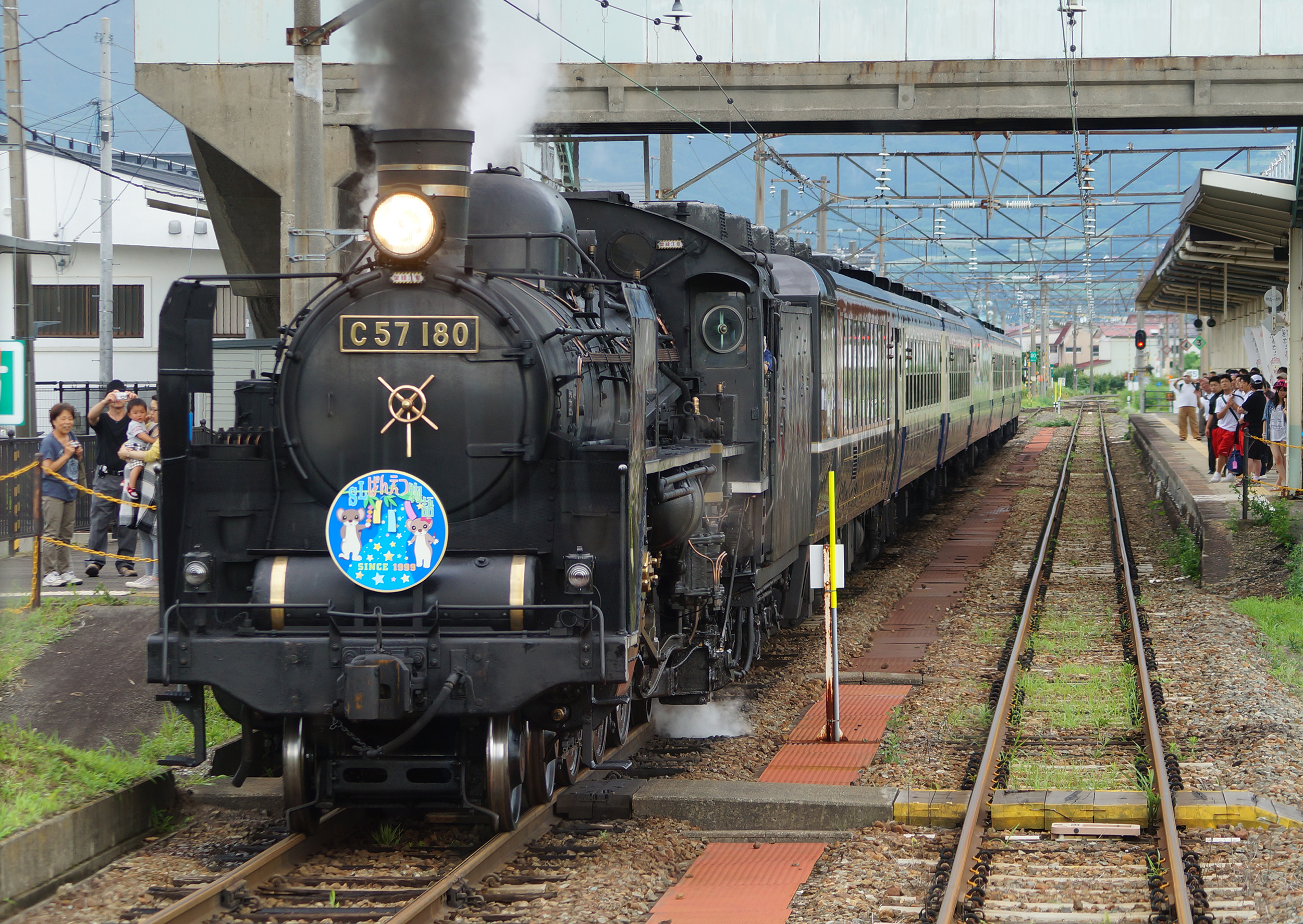
SL 반에쓰 이야기(2013년 7월 14일)

## 역 목록
| 전철화          | 역 이름             | 일본어 이름 | 역간 거리 | 누적 거리 | 접속 노선                                                                             | 소재지     | 소재지                | 소재지                |
| --------------- | ------------------- | ----------- | --------- | --------- | ------------------------------------------------------------------------------------- | ---------- | --------------------- | --------------------- |
| 교류로 전철화됨 | 고리야마            | 郡山        | -         | 0.0       | 동일본 여객철도 도호쿠 신칸센 · 야마가타 신칸센 · 도호쿠 본선 · 반에쓰토선 · 스이군선 | 후쿠시마현 | 고리야마시            | 고리야마시            |
| 교류로 전철화됨 | 고리야마토미타      | 郡山富田    | 3.4       | 3.4       |                                                                                       | 후쿠시마현 | 고리야마시            | 고리야마시            |
| 교류로 전철화됨 | 기쿠타              | 喜久田      | 4.5       | 7.9       |                                                                                       | 후쿠시마현 | 고리야마시            | 고리야마시            |
| 교류로 전철화됨 | 아코가시마          | 安子ヶ島    | 3.9       | 11.8      |                                                                                       | 후쿠시마현 | 고리야마시            | 고리야마시            |
| 교류로 전철화됨 | 반다이아타미        | 磐梯熱海    | 3.6       | 15.4      |                                                                                       | 후쿠시마현 | 고리야마시            | 고리야마시            |
| 교류로 전철화됨 | 나카야마주쿠        | 中山宿      | 5.4       | 20.8      |                                                                                       | 후쿠시마현 | 고리야마시            | 고리야마시            |
| 교류로 전철화됨 | 누마카미 신호장     | 沼上信号場  | -         | 25.0      |                                                                                       | 후쿠시마현 | 야마군                | 이나와시로정          |
| 교류로 전철화됨 | 조코                | 上戸        | 6.5       | 27.3      |                                                                                       | 후쿠시마현 | 야마군                | 이나와시로정          |
| 교류로 전철화됨 | (임) 이나와시로코한 | 猪苗代湖畔  | 2.0       | 29.3      |                                                                                       | 후쿠시마현 | 야마군                | 이나와시로정          |
| 교류로 전철화됨 | 세키토              | 関都        | 1.7       | 31.0      |                                                                                       | 후쿠시마현 | 야마군                | 이나와시로정          |
| 교류로 전철화됨 | 가와게타            | 川桁        | 2.4       | 33.4      |                                                                                       | 후쿠시마현 | 야마군                | 이나와시로정          |
| 교류로 전철화됨 | 이나와시로          | 猪苗代      | 3.3       | 36.7      |                                                                                       | 후쿠시마현 | 야마군                | 이나와시로정          |
| 교류로 전철화됨 | 오키나시마          | 翁島        | 4.4       | 41.1      |                                                                                       | 후쿠시마현 | 야마군                | 이나와시로정          |
| 교류로 전철화됨 | 사라시나 신호장     | 更科信号場  | -         | 45.6      |                                                                                       | 후쿠시마현 | 야마군                | 반다이정              |
| 교류로 전철화됨 | 반다이마치          | 磐梯町      | 10.1      | 51.2      |                                                                                       | 후쿠시마현 | 야마군                | 반다이정              |
| 교류로 전철화됨 | 히가시나가하라      | 東長原      | 6.0       | 57.2      |                                                                                       | 후쿠시마현 | 아이즈와카마쓰시      | 아이즈와카마쓰시      |
| 교류로 전철화됨 | 히로타              | 広田        | 2.8       | 60.0      |                                                                                       | 후쿠시마현 | 아이즈와카마쓰시      | 아이즈와카마쓰시      |
| 교류로 전철화됨 | 아이즈와카마쓰      | 会津若松    | 4.6       | 64.6      | 동일본 여객철도 다다미선 · 아이즈 철도 아이즈 선                                      | 후쿠시마현 | 아이즈와카마쓰시      | 아이즈와카마쓰시      |
| 교류로 전철화됨 | 도지마              | 堂島        | 5.5       | 70.1      |                                                                                       | 후쿠시마현 | 아이즈와카마쓰시      | 아이즈와카마쓰시      |
| 교류로 전철화됨 | 오이카와            | 笈川        | 3.l       | 73.2      |                                                                                       | 후쿠시마현 | 가와누마군 유가와촌   | 가와누마군 유가와촌   |
| 교류로 전철화됨 | 시오카와            | 塩川        | 1.9       | 75.1      |                                                                                       | 후쿠시마현 | 기타카타시            | 기타카타시            |
| 교류로 전철화됨 | 우바도              | 姥堂        | 2.4       | 77.5      |                                                                                       | 후쿠시마현 | 기타카타시            | 기타카타시            |
| 교류로 전철화됨 | 아이즈토요카와      | 会津豊川    | 2.0       | 79.5      |                                                                                       | 후쿠시마현 | 기타카타시            | 기타카타시            |
| 교류로 전철화됨 | 기타카타            | 喜多方      | 1.7       | 81.2      |                                                                                       | 후쿠시마현 | 기타카타시            | 기타카타시            |
| 전철화되지 않음 | 야마토              | 山都        | 9.9       | 91.1      |                                                                                       | 후쿠시마현 | 기타카타시            | 기타카타시            |
| 전철화되지 않음 | 오기노              | 荻野        | 6.1       | 97.2      |                                                                                       | 후쿠시마현 | 기타카타시            | 기타카타시            |
| 전철화되지 않음 | 오노보리            | 尾登        | 3.8       | 101.0     |                                                                                       | 후쿠시마현 | 야마 군 니시아이즈정  | 야마 군 니시아이즈정  |
| 전철화되지 않음 | 노자와              | 野沢        | 5.2       | 106.2     |                                                                                       | 후쿠시마현 | 야마 군 니시아이즈정  | 야마 군 니시아이즈정  |
| 전철화되지 않음 | 가미노지리          | 上野尻      | 5.1       | 111.3     |                                                                                       | 후쿠시마현 | 야마 군 니시아이즈정  | 야마 군 니시아이즈정  |
| 전철화되지 않음 | 도쿠사와            | 徳沢        | 6.7       | 118.0     |                                                                                       | 후쿠시마현 | 야마 군 니시아이즈정  | 야마 군 니시아이즈정  |
| 전철화되지 않음 | 도요미              | 豊実        | 3.3       | 121.3     |                                                                                       | 니가타현   | 히가시칸바라군 아가정 | 히가시칸바라군 아가정 |
| 전철화되지 않음 | 히데야              | 日出谷      | 7.1       | 128.4     |                                                                                       | 니가타현   | 히가시칸바라군 아가정 | 히가시칸바라군 아가정 |
| 전철화되지 않음 | 가노세              | 鹿瀬        | 5.2       | 133.6     |                                                                                       | 니가타현   | 히가시칸바라군 아가정 | 히가시칸바라군 아가정 |
| 전철화되지 않음 | 쓰가와              | 津川        | 3.4       | 137.0     |                                                                                       | 니가타현   | 히가시칸바라군 아가정 | 히가시칸바라군 아가정 |
| 전철화되지 않음 | 미카와              | 三川        | 7.4       | 144.4     |                                                                                       | 니가타현   | 히가시칸바라군 아가정 | 히가시칸바라군 아가정 |
| 전철화되지 않음 | 이가시마            | 五十島      | 4.2       | 148.6     |                                                                                       | 니가타현   | 히가시칸바라군 아가정 | 히가시칸바라군 아가정 |
| 전철화되지 않음 | 히가시게조          | 東下条      | 3.9       | 152.5     |                                                                                       | 니가타현   | 히가시칸바라군 아가정 | 히가시칸바라군 아가정 |
| 전철화되지 않음 | 사키하나            | 咲花        | 3.1       | 155.6     |                                                                                       | 니가타현   | 고센시                | 고센시                |
| 전철화되지 않음 | 마오로시            | 馬下        | 2.8       | 158.4     |                                                                                       | 니가타현   | 고센시                | 고센시                |
| 전철화되지 않음 | 사루와다            | 猿和田      | 3.5       | 161.9     |                                                                                       | 니가타현   | 고센시                | 고센시                |
| 전철화되지 않음 | 고센                | 五泉        | 3.8       | 165.7     |                                                                                       | 니가타현   | 고센시                | 고센시                |
| 전철화되지 않음 | 기타고센            | 北五泉      | 1.8       | 167.5     |                                                                                       | 니가타현   | 고센시                | 고센시                |
| 전철화되지 않음 | 신세키              | 新関        | 2.5       | 170.0     |                                                                                       | 니가타현   | 니가타시 아키하구     | 니가타시 아키하구     |
| 전철화되지 않음 | 히가시니이쓰        | 東新津      | 2.8       | 172.8     |                                                                                       | 니가타현   | 니가타시 아키하구     | 니가타시 아키하구     |
| 전철화되지 않음 | 니이쓰              | 新津        | 2.8       | 175.6     | 동일본 여객철도 신에쓰 본선 (일부 니가타역까지 직통) · 우에쓰 본선                    | 니가타현   | 니가타시 아키하구     | 니가타시 아키하구     |